# 1940年10月1日の日食

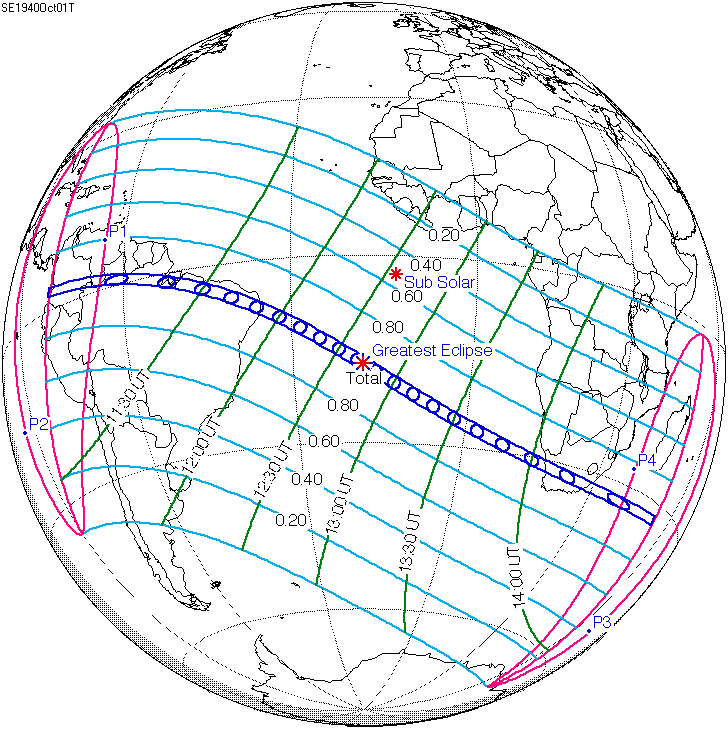

1940年10月1日の日食は、1940年10月1日に観測された日食である。コロンビア、ブラジル、ベネズエラ、南アフリカで皆既日食が観測され、南アメリカのほとんど、アフリカ南部及び以上の地域の周辺の一部で部分日食が観測された。

## 通過した地域
皆既帯が通過した、皆既日食が見えた地域はコロンビア南部、ブラジル北部、ベネズエラ南部、南アフリカ南部だった。
また、皆既日食が見えなくても、部分日食が見えた地域はアメリカのフロリダ半島、バミューダ諸島、中央アメリカとカリブ海地域、南アメリカのほとんど（パタゴニア、フォークランド諸島、サウスジョージア・サウスサンドウィッチ諸島を除く）、西アフリカの南部沿岸と赤道以南のアフリカ、南極大陸のアフリカに近い沿岸部だった。

## 観測
イギリスの王立協会と王立天文学会の共同常任日食委員会のメンバーは干渉計と分光器を持ってブラジルで観測した。グリニッジ天文台と喜望峰天文台（今は南アフリカ天文台に併合されている）の観測隊は南アフリカのカルビニアで一般相対性理論から導かれる重力レンズ効果について研究した。皆既帯の境界線で太陽彩層のスペクトル線を研究した科学者もいる。ケンブリッジ大学太陽物理天文台と南アフリカのプレトリアにあるラドクリフ天文台（今は南アフリカ天文台に併合されている）の合同観測隊は南アフリカのネルスプールトで彩層とコロナの極端紫外スペクトルを研究し、コロナと太陽周辺の空について偏光の研究をした。